# 新华区 (石家庄市)
新华区是河北省石家庄市下辖的一个市辖区。位於石家莊市主城區西北部，西望太行山，北依滹沱河，區人民政府駐泰華街93號。
新华区东部是太和电子城、湾里庙服装市场、新华集贸市场等重要的商品集散地，南部是市区主要商业街中山路，北部是小企业比较集中的地区。

## 行政区划
新华区下辖15个街道办事处：
革新街街道、新华路街道、宁安路街道、东焦街道、西苑街道、合作路街道、联盟路街道、石岗大街街道、天苑街道、北苑街道、赵陵铺路街道、西三庄街道、大郭街道、杜北街道和赵佗路街道。

## 人口
截至2020年11月1日零時，新華區常住人口802057人。